# Blakely (Georgia)
Blakely város az USA Georgia államában. Lakosainak száma 5371 fő (2020. április 1.).

## Népesség
A település népességének változása:

| 2010 | 5 068 |
| 2020 | 5 371 |